# Castello di Chenonceau
Il castello di Chenonceau (AFI: /ʃənõˈso/) è un castello situato nei pressi di Chenonceaux nel dipartimento dell'Indre e Loira nella Valle della Loira in Francia. È classificato come Monumento storico di Francia dal 1840 (il parco dal 1962).
Chenonceau, con la sua famosa galleria a due piani che domina il fiume Cher, è uno dei gioielli architettonici della Valle della Loira. Sono chiaramente percepibili gli influssi italiani e le caratteristiche francesi.
Chenonceau è stato costruito, sviluppato e trasformato da donne con temperamenti molto diversi. Fu costruito da Katherine Briçonnet nel 1513, arricchito nel 1547 da Diana di Poitiers, che lo ricevette in dono da Enrico II e ampliato sotto Caterina de' Medici. Divenne luogo di meditazione della “regina bianca”  Luisa di Lorena, poi fu salvato da Louise Dupin durante la Rivoluzione francese e, infine, trasformato da Madame Pelouze.
In riferimento al gran numero di figure femminili che ne sono state responsabili, è soprannominato "il Castello delle Signore".

## Storia

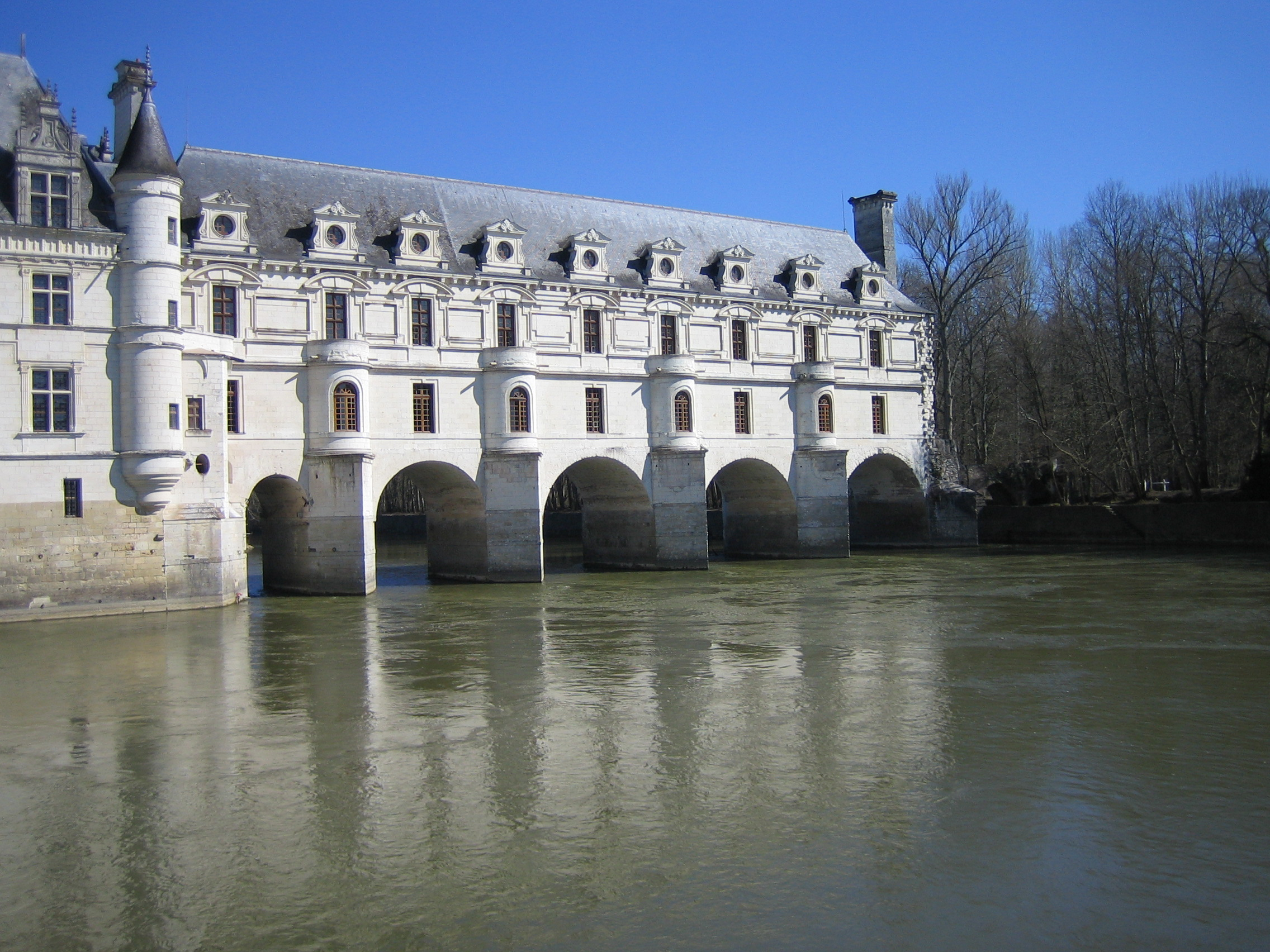
Il castello e il fiume Cher

In origine nella tenuta sede dell'attuale castello si trovava un maniero che fu bruciato dalle truppe reali nel 1411 per punire il proprietario, Jean Marques, accusato di una cospirazione. Nel 1430 Marques ricostruì il castello insieme a un mulino fortificato, ma il suo erede, fortemente indebitato, nel 1513 vendette il castello a Thomas Bohier, tesoriere dei re Carlo VIII, Luigi XII e Francesco I. Bohier distrusse tutti gli edifici esistenti e diroccati tranne la torre di vedetta e tra il 1515 e il 1521 costruì un nuovo castello per la moglie, Catherine Briçonnet, che vi soleva intrattenere la nobiltà francese e in due occasioni ospitò anche re Francesco I.
Alla morte di Bohier (1524) e della moglie (1526) il figlio Antoine dovette cedere il castello alla corona per pagare i debiti del padre. Prese possesso del castello il governatore di Montmorency in nome del re Francesco I impegnato in quegli anni nella costruzione del castello di Chambord.
Il suo successore, Enrico II, offrì il castello in dono alla sua amante, Diana di Poitiers, nel 1551 questa divenne duchessa del Valentinois e acquisì la proprietà del castello, divenne anche una delle donne più influenti dell'epoca. A Diane de Poitiers si deve in gran parte l'attuale struttura del castello, sua fu infatti la realizzazione del ponte sul fiume. Fece anche realizzare degli splendidi giardini lungo le rive del fiume.
Dopo la morte di Enrico II la vedova, Caterina de' Medici, fece di tutto per scacciare Diane dal castello forzandola ad accettare lo scambio con il castello di Chaumont. Caterina de Medici ne fece la sua residenza preferita aggiungendo altri giardini. Nel suo periodo da reggente di Francia spese ingenti somme per il castello e per organizzarvi feste e intrattenimenti. Nel 1560, in occasione dell'ascesa al trono di suo figlio Francesco II, vi organizzò il primo spettacolo pirotecnico mai visto nel paese.
Nel 1589, alla morte di Caterina de' Medici il castello andò alla nuora, Luisa di Lorena, moglie di re Enrico III. Questa apprese della morte del marito mentre risiedeva a Chenonceau, cadde in una profonda depressione, e trasformò il castello da luogo di feste in un luogo tetro e silenzioso. Da Luisa di Lorena il castello fu ereditato da Cesare di Borbone-Vendôme (figlio illegittimo di Enrico IV) e da sua moglie, Francesca di Lorena, seguendo nel secolo successivo l'asse ereditario dei Duchi di Vendôme, fino al settimo duca Filippo di Borbone-Vendôme.
Nel 1720 fu comprato dal Duca di Borbone che, poco alla volta, ne vendette i contenuti. Molte delle statue finirono a Versailles. La proprietà fu infine venduta a Claude Dupin. Sua moglie, figlia del finanziere Samuel Bernard e nonna di George Sand, Madame Louise Dupin, riportò il castello, almeno in parte, agli antichi splendori intrattenendovi i leader dell'Illuminismo: Voltaire, Montesquieu, Buffon, Bernard le Bovier de Fontenelle, Pierre de Marivaux e Jean-Jacques Rousseau. Il castello si salvò dalla distruzione da parte della Guardia rivoluzionaria durante la Rivoluzione francese, in quanto essenziale per le comunicazioni: era infatti l'unico ponte sul fiume per diversi chilometri.
Nel 1864 divenne proprietaria del castello Marguerite, moglie del chimico Théophile-Jules Pelouze, che lo aveva comprato dagli eredi di Madame Dupin. Dopo la morte del marito Marguerite iniziò dei lavori di ristrutturazione che riportarono il castello all'aspetto che probabilmente aveva all'inizio del XVI secolo. Nel 1913 il castello divenne proprietà della famiglia di industriali cioccolatai svizzeri Menier. Durante la prima guerra mondiale fu in parte adibito ad ospedale, mentre durante la seconda guerra mondiale venne usato come via di fuga dalla zona di Vichy, occupata dai nazisti. 
Nel 1951 la famiglia Menier cominciò la ristrutturazione del castello e dei giardini, danneggiati da un'inondazione nel 1940; dopo averlo riportato agli antichi splendori, lo ha aperto alle visite pubbliche.

## Architettura

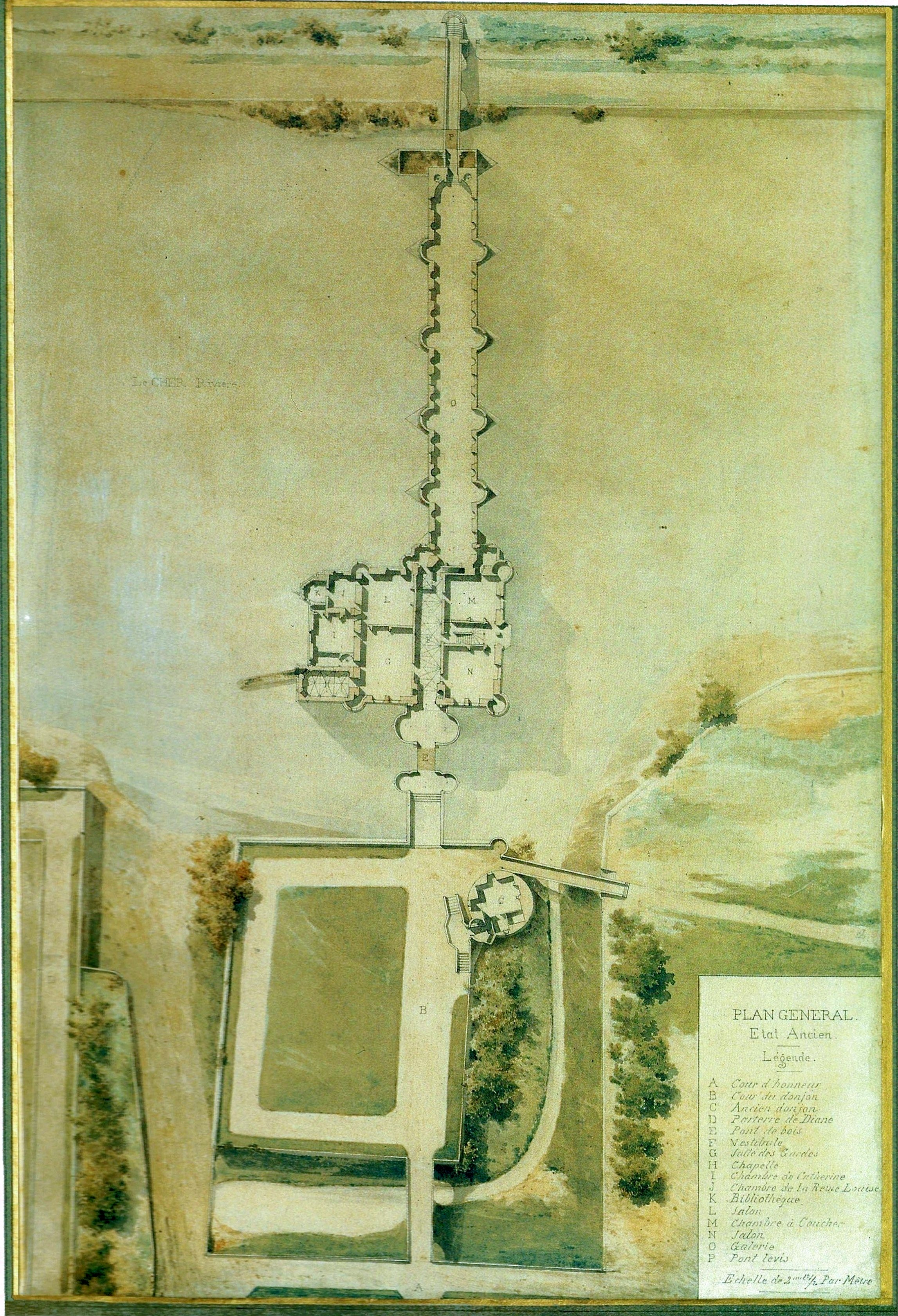
Planimetria generale del castello di Chenonceau nel suo stato originale prima del restauro curato dall'architetto Félix Roguet.

Il castello ha una pianta quadrata, con una sala centrale che si apre su quattro stanze, una su ciascun lato. Al piano terra si trovano una cappella, la camera da letto di Diana di Poitiers e lo studio di Caterina de' Medici. Dalla fine del corridoio si accede alla galleria che si affaccia sul fiume Cher. L'attuale galleria al piano terra presenta una pavimentazione in stile ippodamico classico, con un motivo a scacchiera in bianco e nero, che richiama la parte dell'edificio che ospitava un ospedale militare durante la prima guerra mondiale. Al piano terra si trovano anche la camera da letto di Francesco I e il salone di Luigi XIV.
Le cucine sono situate nei pilastri del mulino che esisteva prima della costruzione del castello. Sono dotati di una darsena con accesso diretto, che consente alle merci a loro destinate di arrivare direttamente, senza dover attraversare i quartieri nobili del castello. Le scale, dritte e composte da due rampe, sono accessibili attraverso una porta posta al centro del corridoio. Attraverso queste si accede al vestibolo di Katherine Briçonnet (moglie di Thomas Bohier, la cui fortuna è responsabile della ricostruzione del palazzo), al primo piano. Su questo piano troviamo altre quattro stanze: la stanza delle Cinque Regine, la stanza di Caterina de' Medici (situata appena sopra il suo studio decorato di verde), la stanza di César de Vendôme e la stanza di Gabrielle d'Estrées, la favorita di Enrico IV di Francia.
Al secondo piano dell'edificio, la stanza di Luisa di Lorena-Vaudémont presenta ancora l'aspetto del lutto per la morte della moglie di Enrico III, evidenziando i colori neri dominanti del soffitto a cassettoni, i dipinti macabri che ornano le pareti, l'inginocchiatoio rivolto verso la finestra e le diverse decorazioni religiose che evocano il lutto per Luisa di Lorena-Vaudémont.

### Documentazione antica
Planimetria generale del castello di Chenonceau nel suo stato originale, intorno al 1865, prima del restauro da parte dell'architetto Félix Roguet. La Torre Marques è parte integrante del parco ed è collegata al giardino di Caterina de' Medici tramite una rampa.

### Il Ponte di Diana
Diana di Poitiers, duchessa del Valentinois, riprese il progetto precedentemente elaborato da Thomas Bohier, autorizzato nel 1517 da lettere patenti di Francesco I e mai eseguito, di collegare il castello alla riva sinistra dello Cher tramite un ponte.
Nel 1555 Diana di Poitiers affidò i lavori all'architetto lionese Philibert Delorme. Egli progettò un ponte con cinque archi a tutto sesto, più stretti e decentrati a valle rispetto alla facciata del castello originale. La costruzione del ponte ebbe luogo dal 1556 al 1559 sotto la direzione del fratello Jean Delorme. 

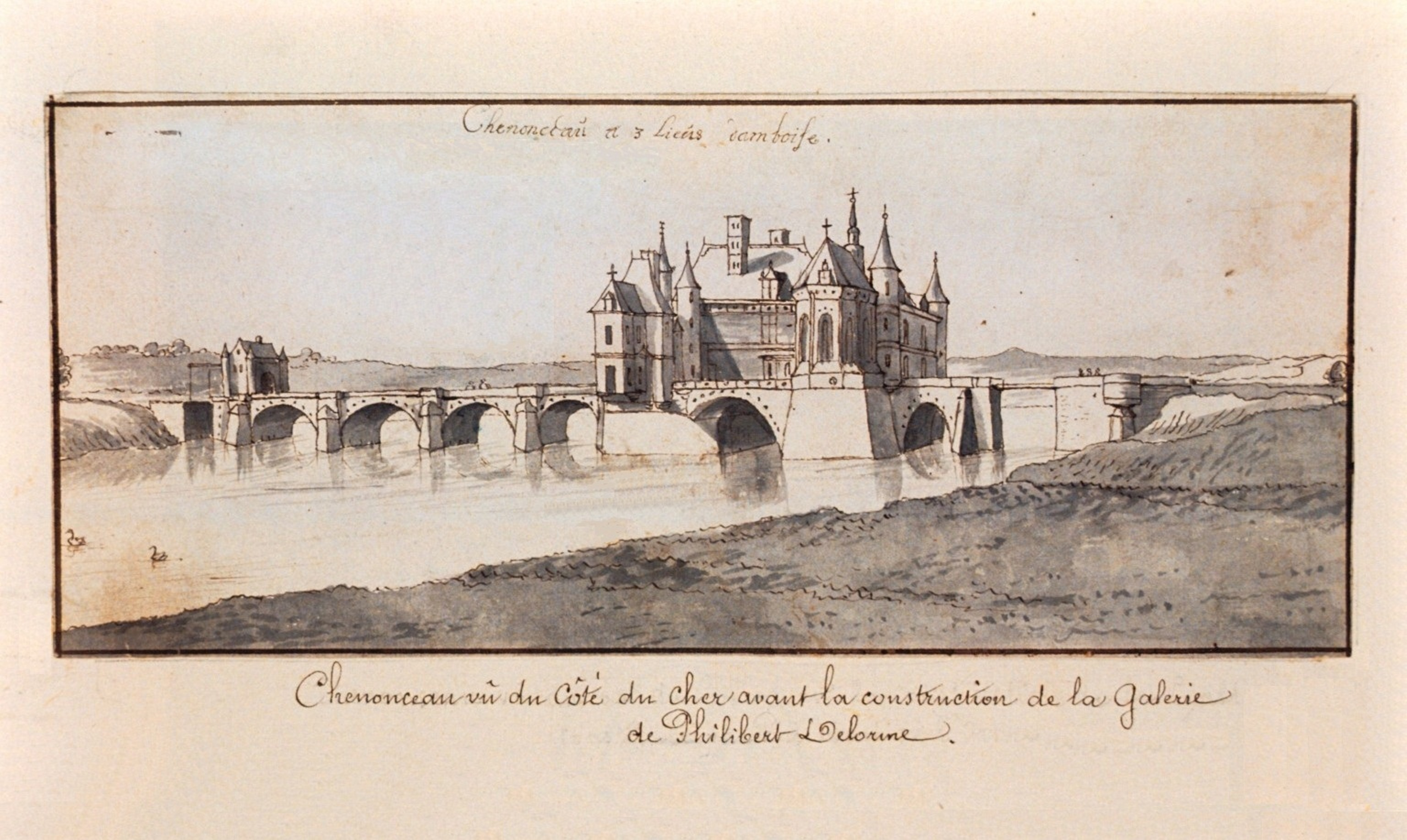
Disegno a penna e inchiostro acquerellato del castello di Chenonceau e del ponte di Diana di Poitiers intorno al 1570. Opera originale attribuita a Jacques Ier Androuet du Cerceau.

## Ingresso alla tenuta

### Entrata d'Onore

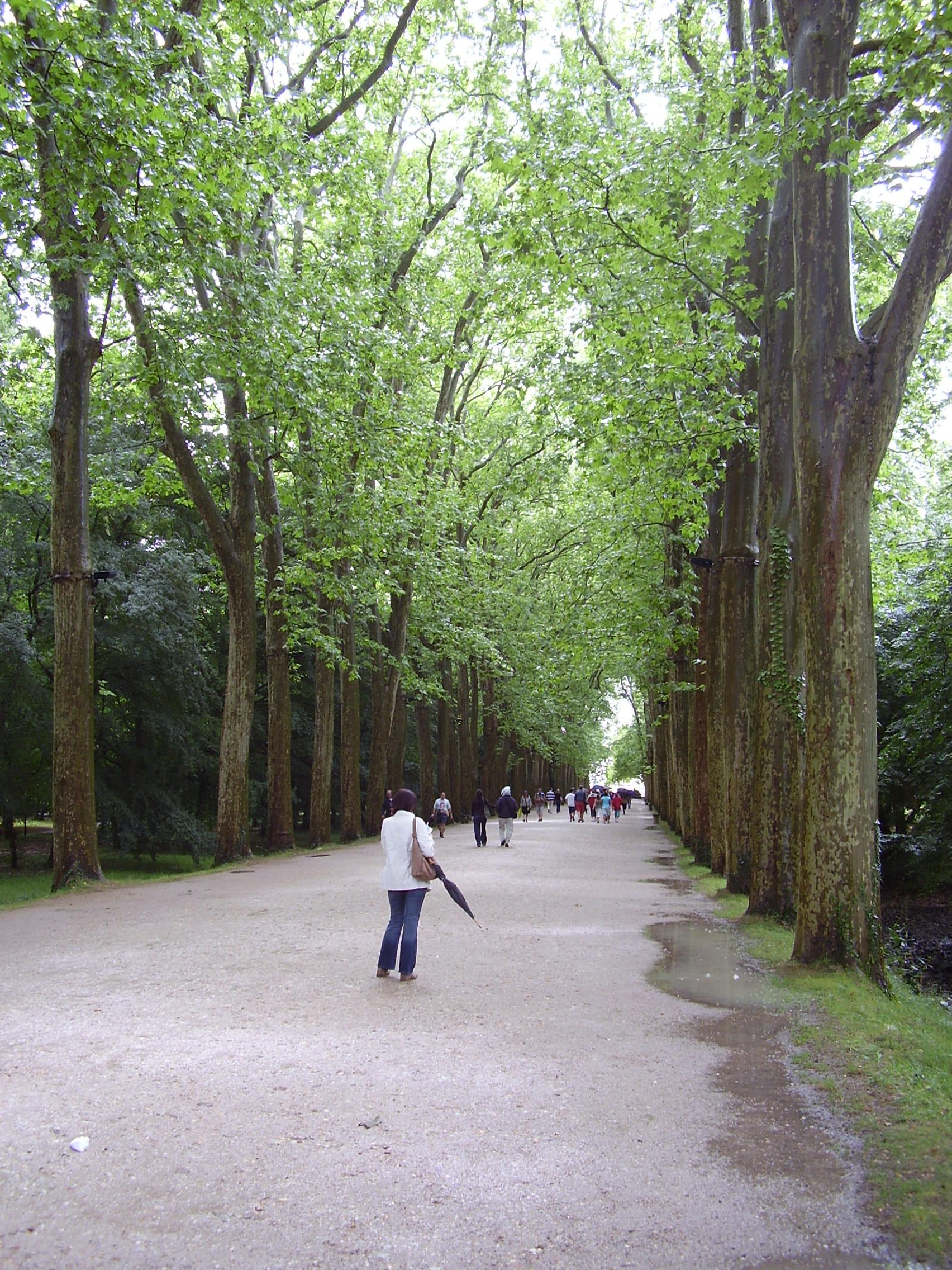
Viali di platani all'ingresso d'onore al Castello

Il grande viale principale che conduce al castello è piantumato con platani per circa 1 km. Ai lati del viale principale: si trovano sulla destra la fattoria del XVI secolo sulla sinistra il Labirinto e le Cariatidi.
La coppia di sfingi del XVIII secolo che incorniciano il viale principale furono installate dal conte René Vallet de Villeneuve e provengono dal castello di Chanteloup ad Amboise, antica tenuta del duca di Choiseul, smembrato nel XIX secolo.

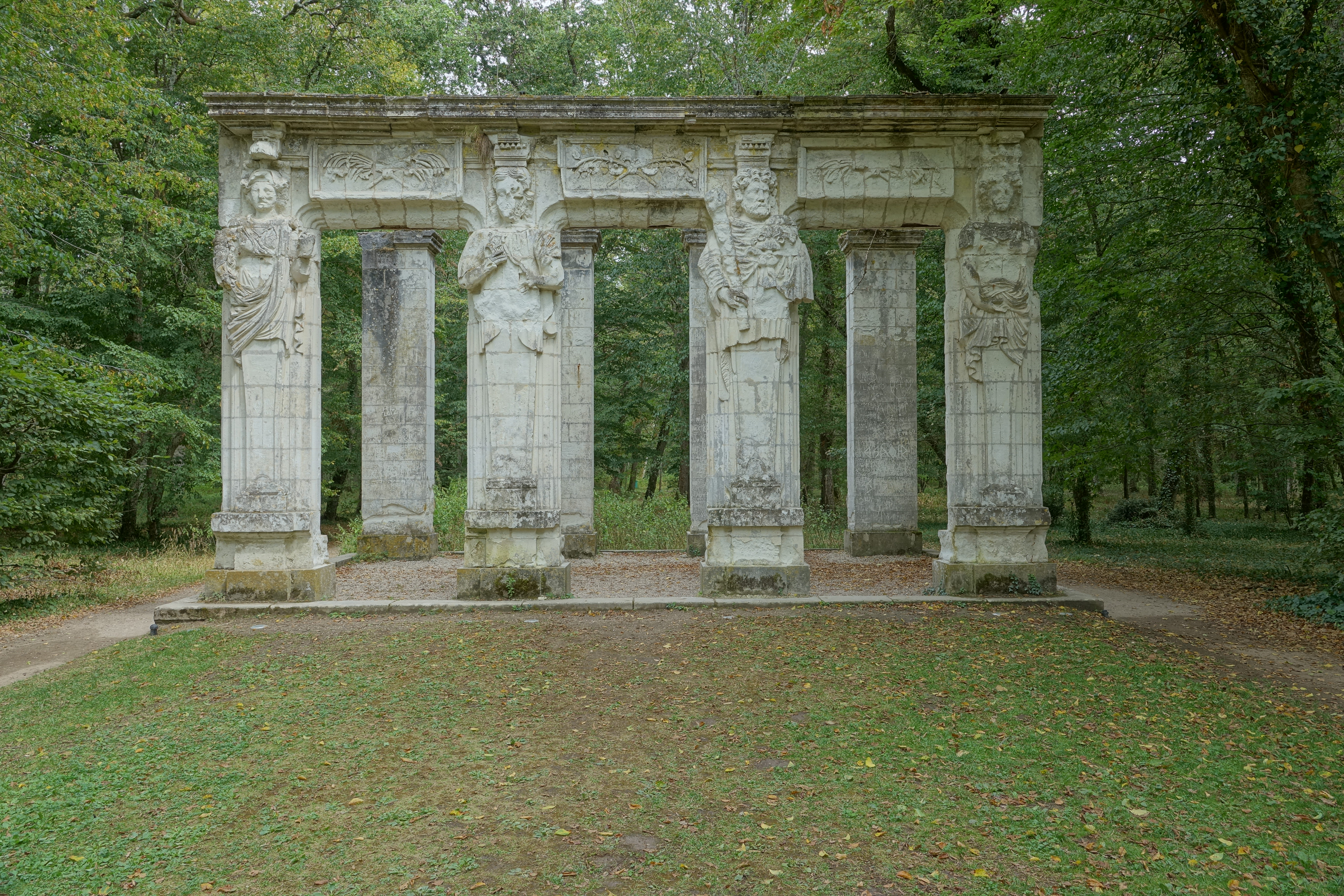
Le Cariatidi: Apollo, Pallade, Ercole e Cibele.

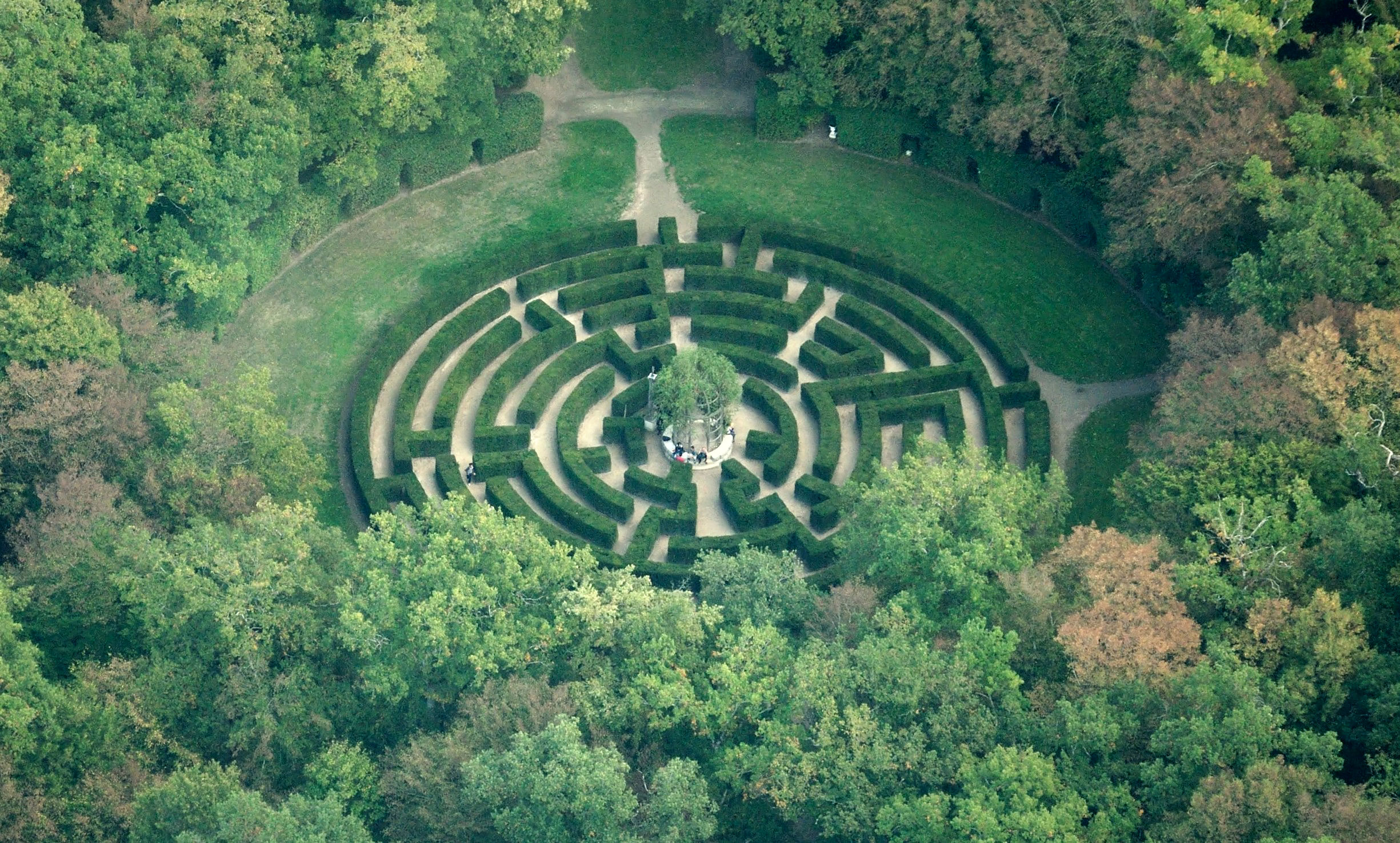
Il labirinto

## Galleria d'immagini

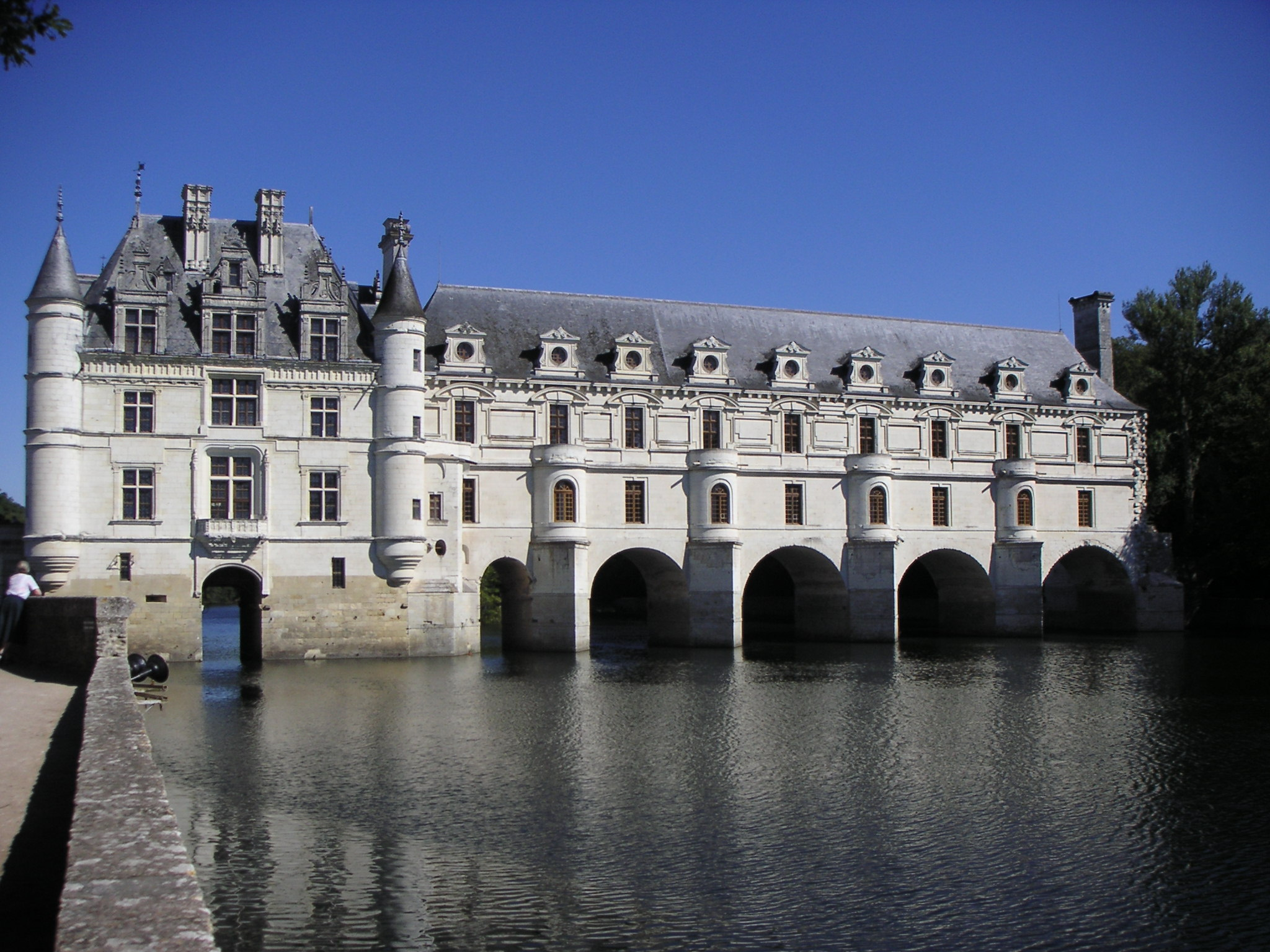
Vista del castello dalla sponda dello Cher
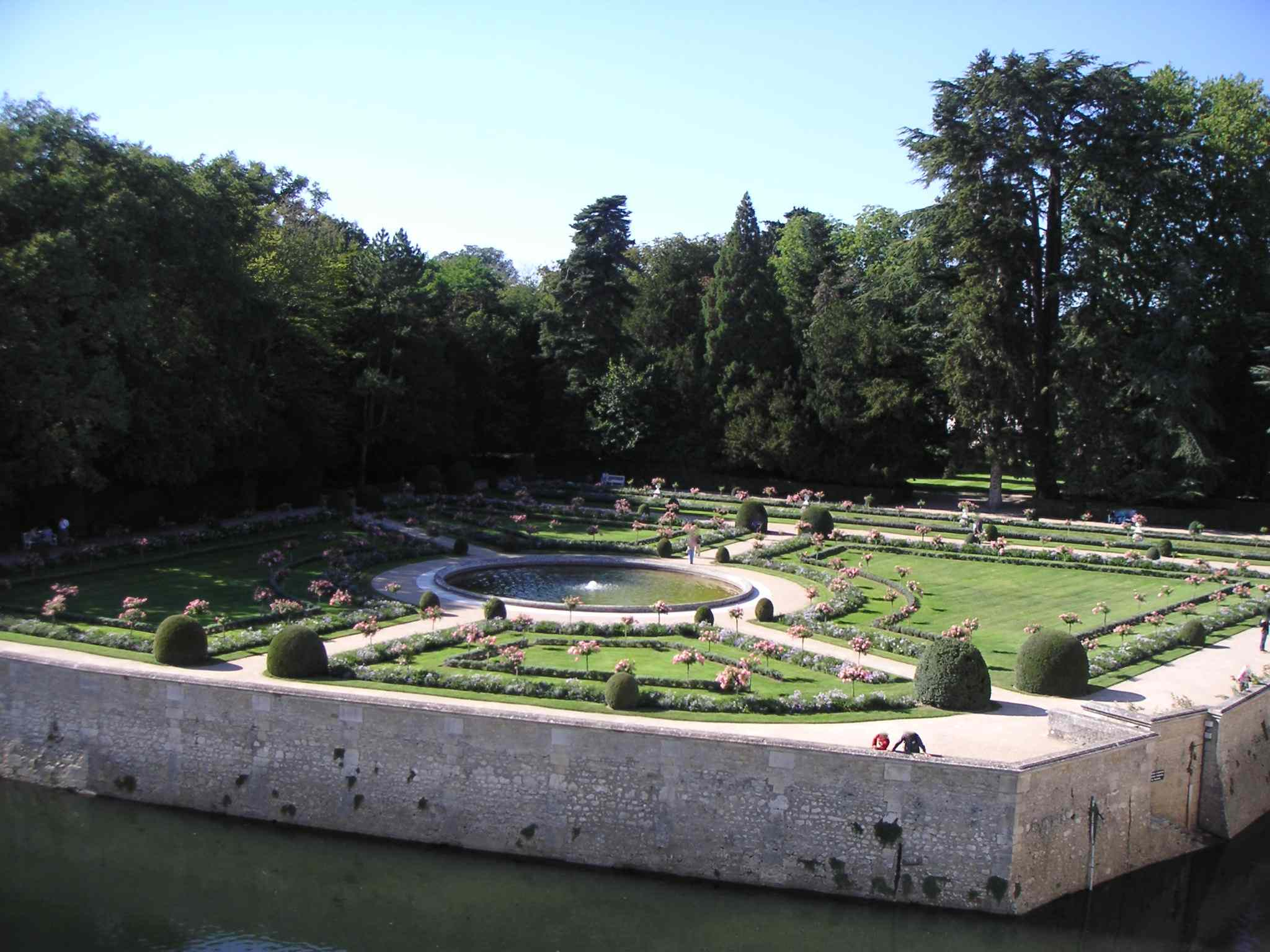
Vista del giardino di Caterina de' Medici
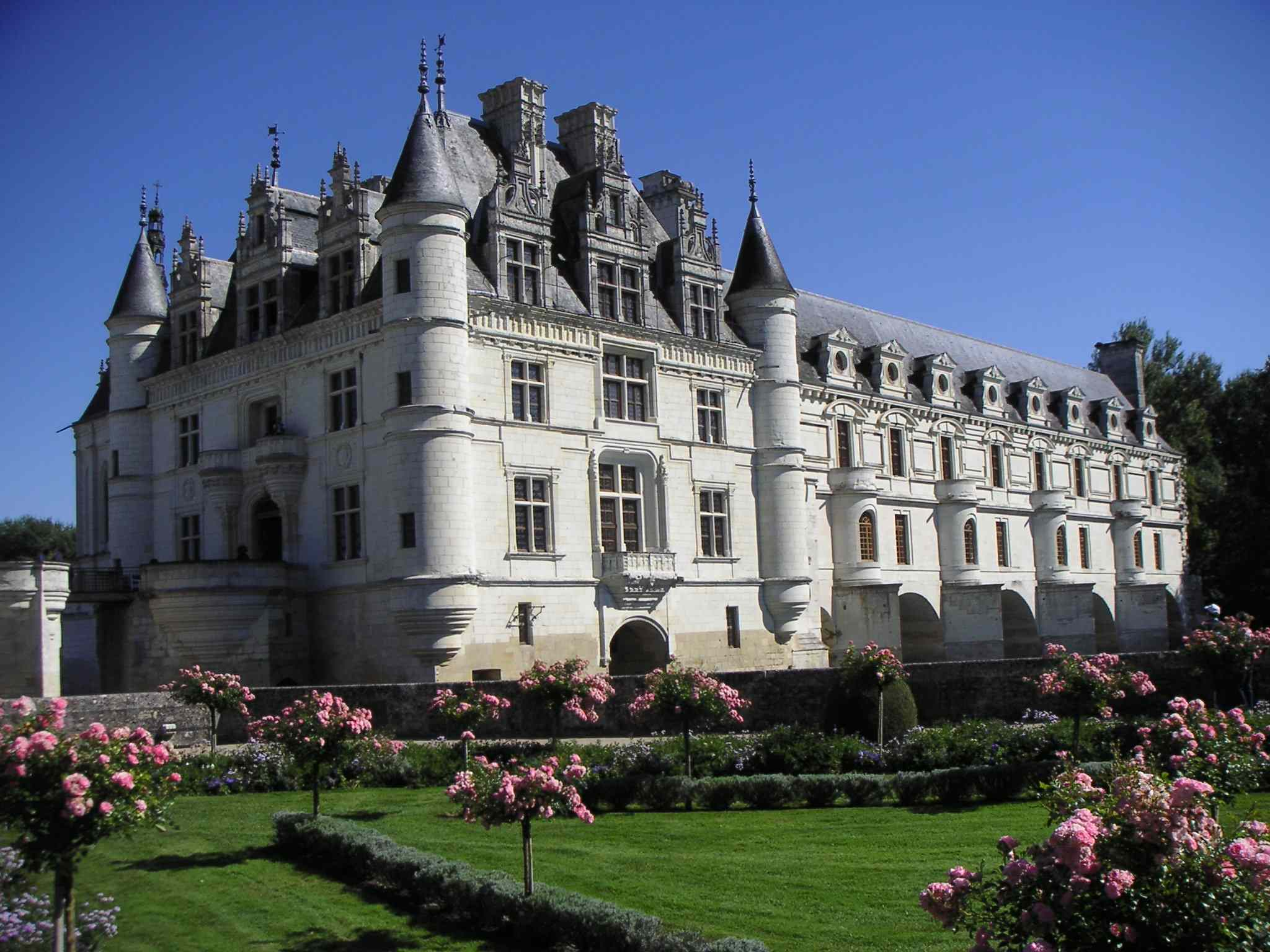
Vista del castello
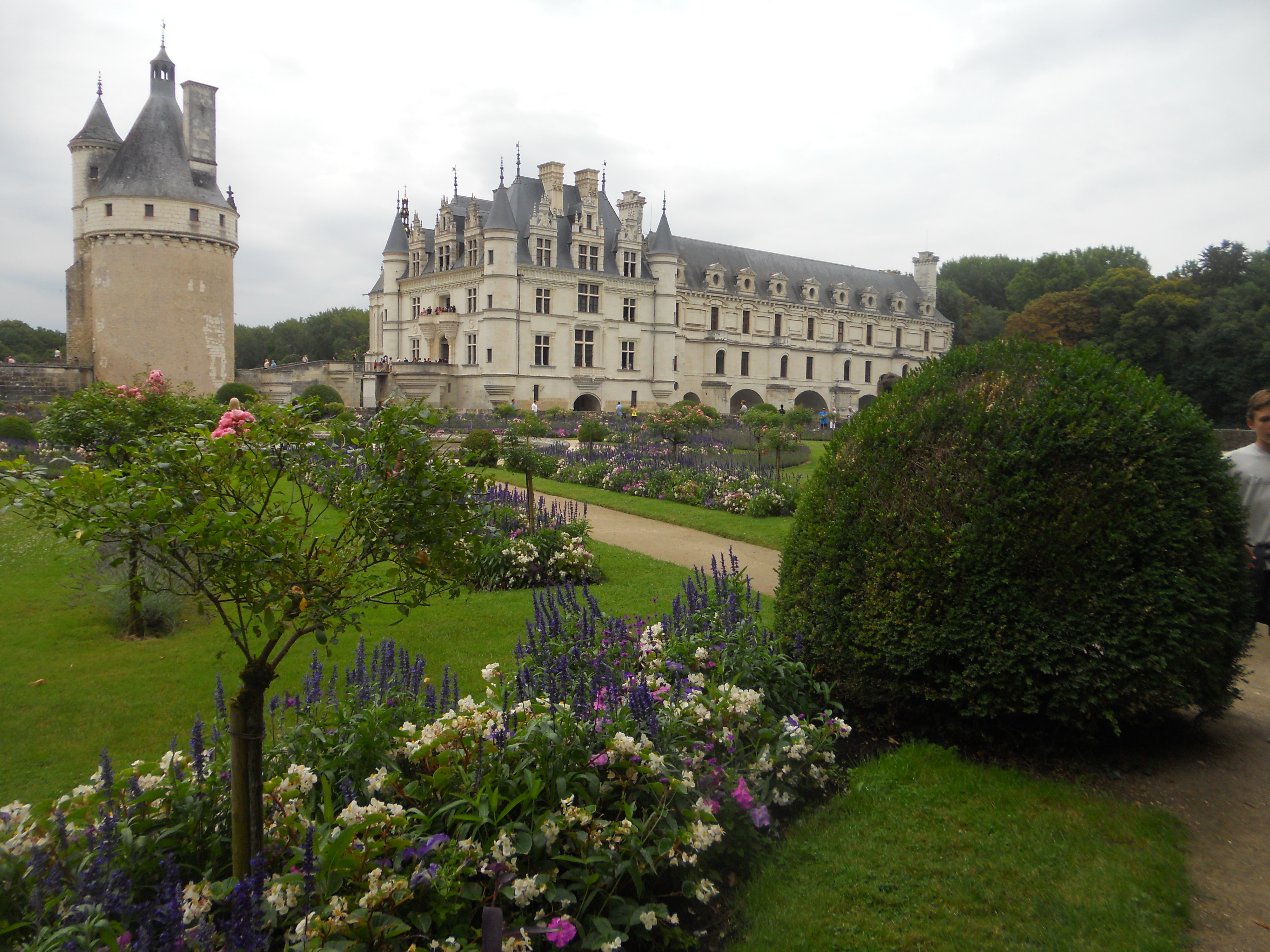
Vista del castello dai giardini di Caterina de' Medici
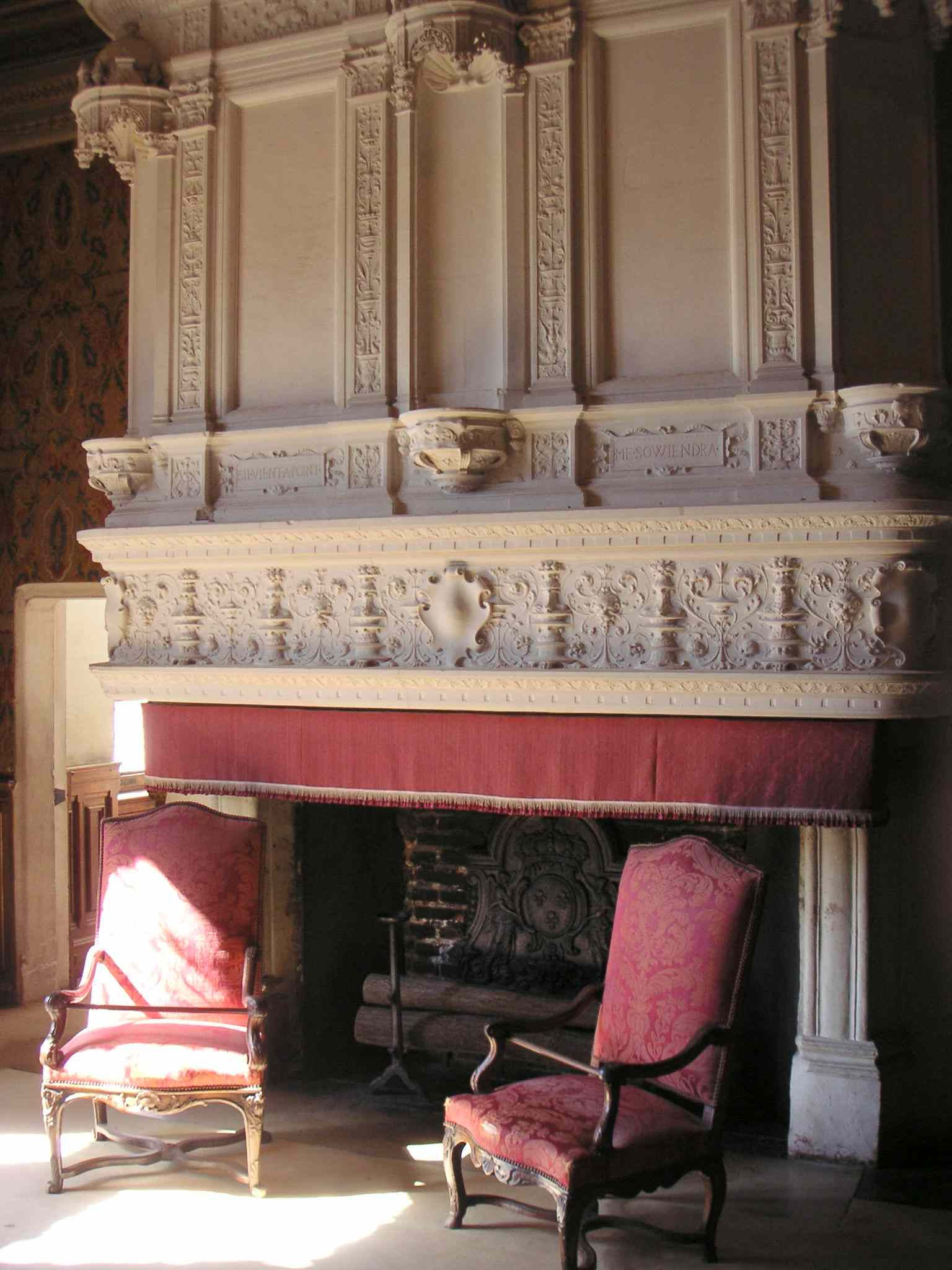
Camera di Francesco I
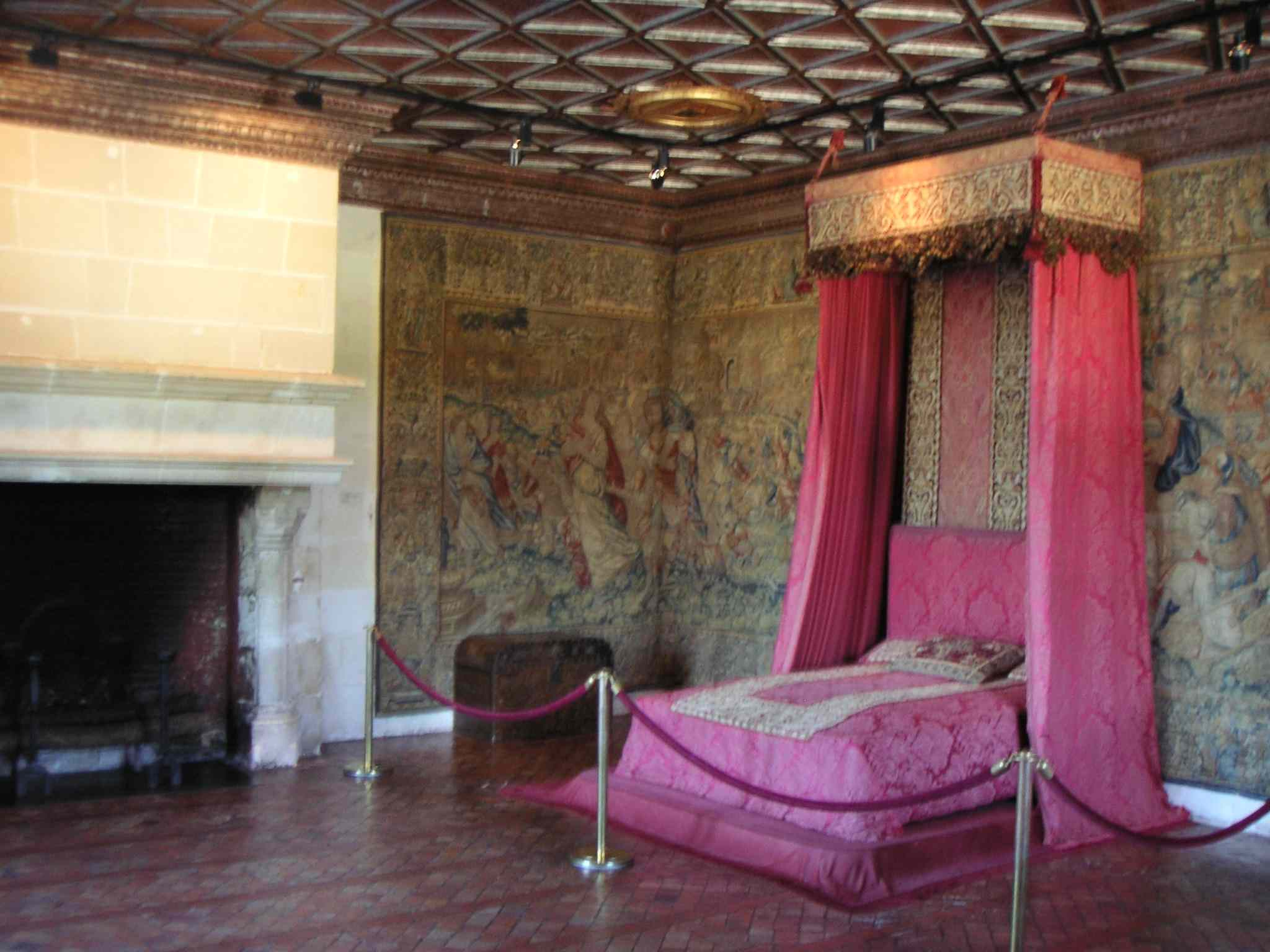
Camera delle cinque regine
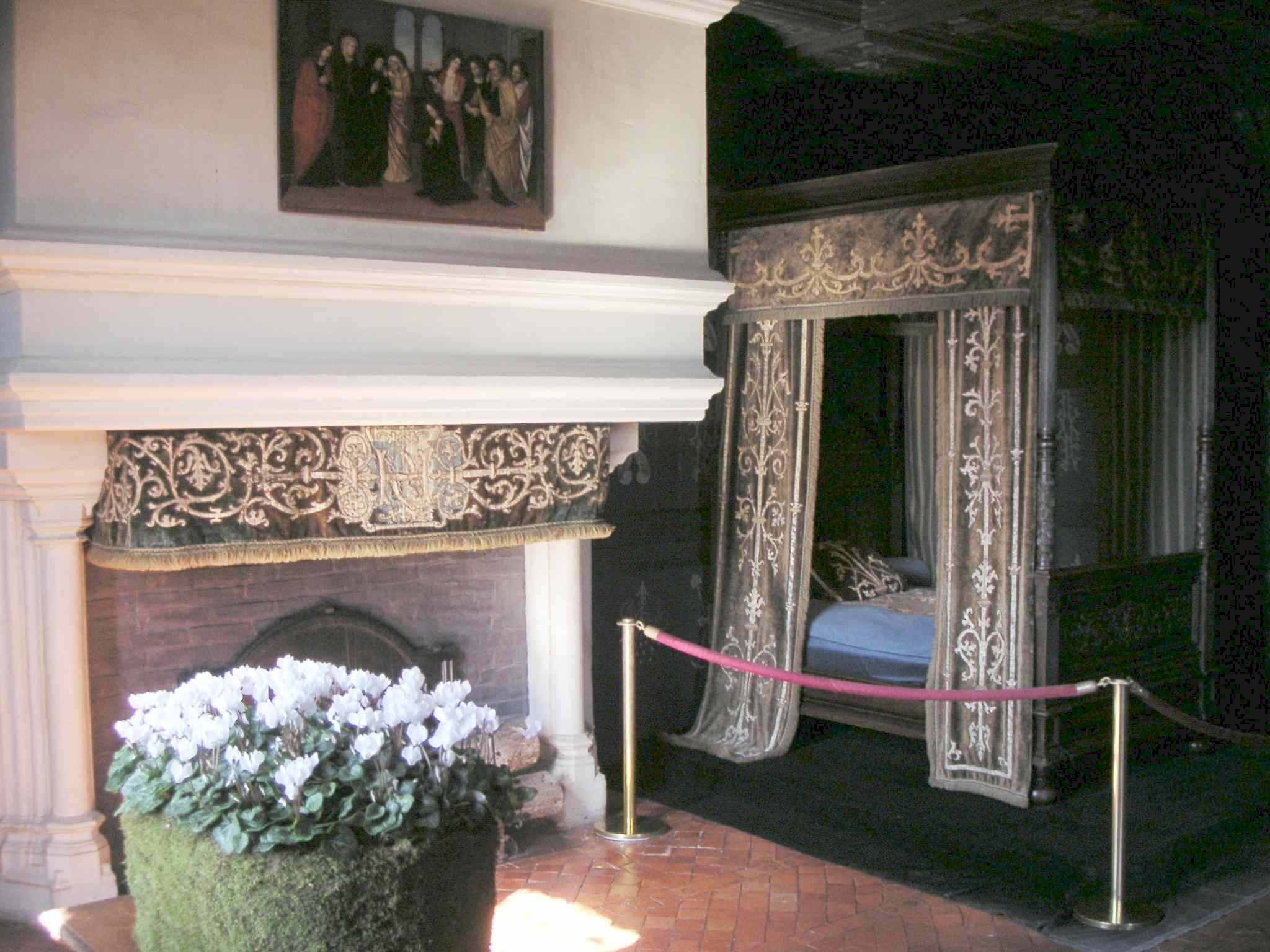
Camera di Luisa di Lorena
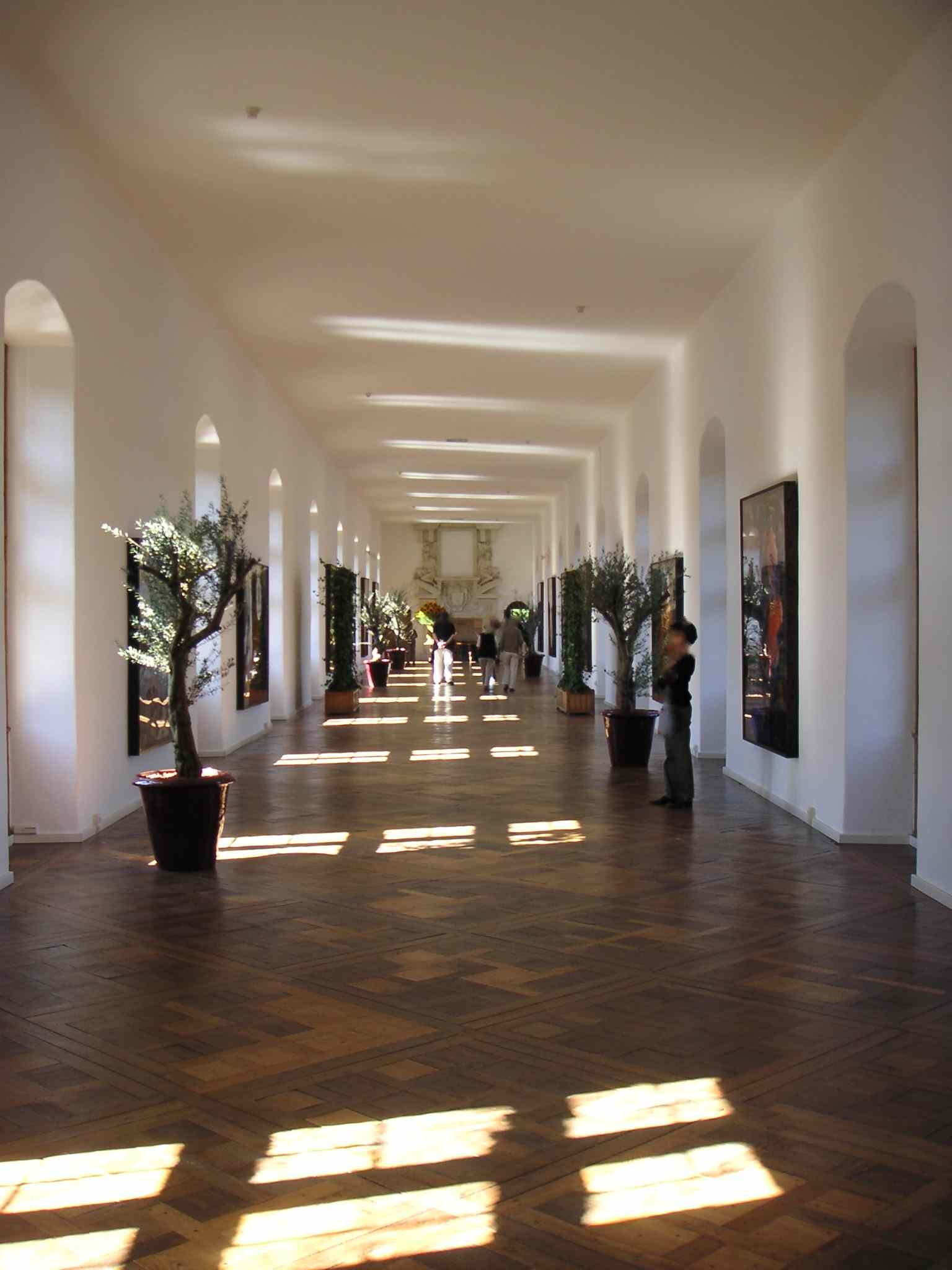
Galleria di Caterina De' Medici
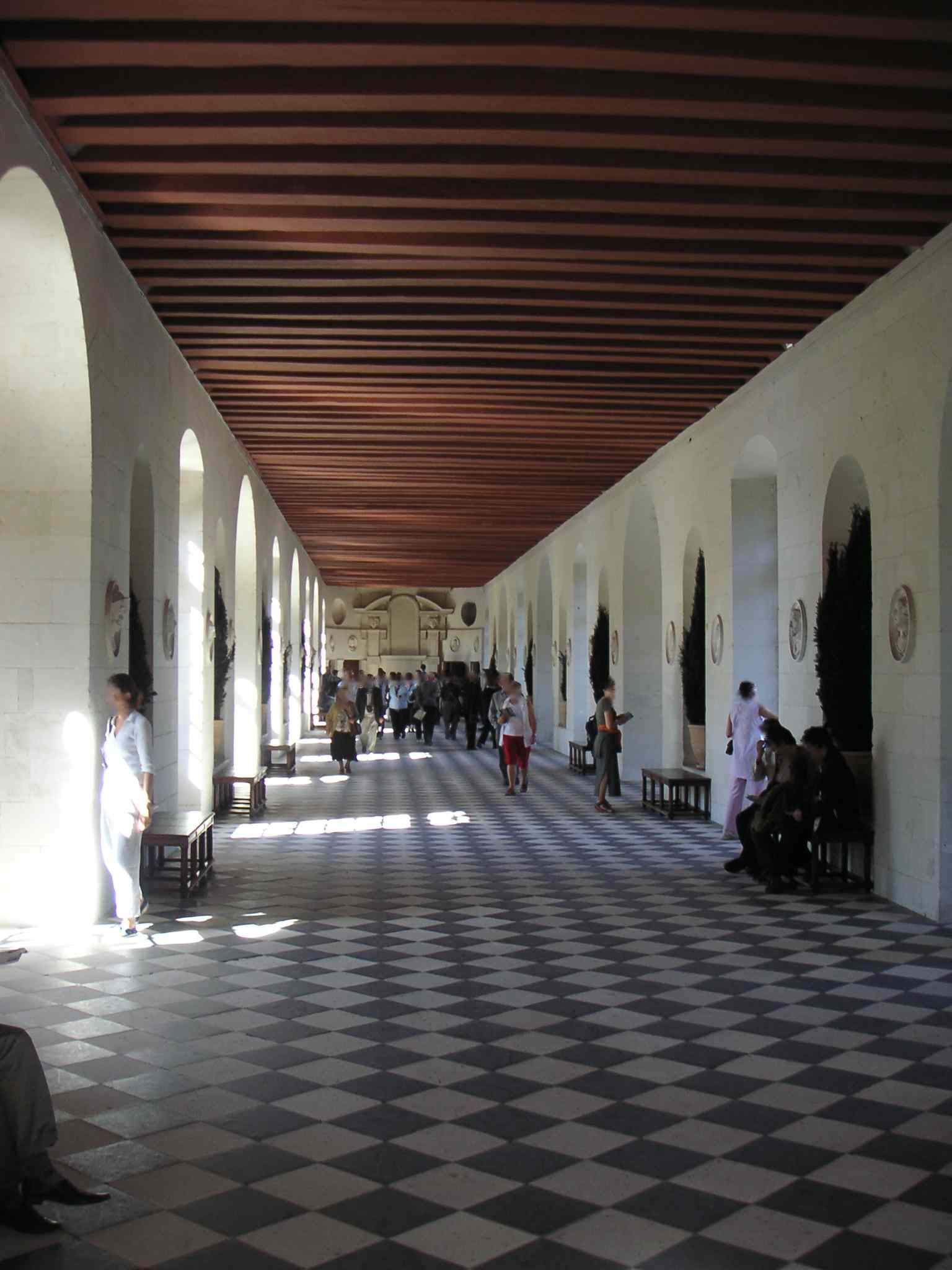
Galleria al piano terra